# کیسا ین والمالنکو
کیسا ین والمالنکو (به ایتالیایی: Chiesa in Valmalenco) یک کومونه در ایتالیا است که در استان سوندریو واقع شده‌است.

## خصوصیات
کیسا ین والمالنکو ۱۱۴٫۸ کیلومترمربع مساحت و ۲٬۷۱۴ نفر جمعیت دارد و ۸۰۰ متر بالاتر از سطح دریا واقع شده‌است.